# Diocesi di Guasdualito
La diocesi di Guasdualito (in latino Dioecesis Guasdualitana) è una sede della Chiesa cattolica in Venezuela suffraganea dell'arcidiocesi di Mérida. Nel 2023 contava 155.315 battezzati su 200.100 abitanti. La sede è vacante.

## Territorio
La diocesi comprende 4 comuni del Venezuela: Páez, Rómulo Gallegos e Muñoz, nello stato di Apure, e Andrés Eloy Blanco, nello stato di Barinas.
Sede vescovile è la città di Guasdualito, dove si trova la cattedrale di Nostra Signora del Carmelo.
Il territorio si estende su 35.184 km² ed è suddiviso in 13 parrocchie.

## Storia
La diocesi è stata eretta da papa Francesco il 3 dicembre 2015 con la bolla Ad aptius consulendum, ricavandone il territorio dalle diocesi di Barinas e di San Fernando de Apure.

## Cronotassi dei vescovi
Si omettono i periodi di sede vacante non superiori ai 2 anni o non storicamente accertati.
- Pablo Modesto González Pérez, S.D.B. (3 dicembre 2015 - 9 gennaio 2025 nominato vescovo di La Guaira)

## Statistiche
La diocesi nel 2023 su una popolazione di 200.100 persone contava 155.315 battezzati, corrispondenti al 77,6% del totale.
| anno | popolazione | popolazione | popolazione | presbiteri | presbiteri | presbiteri | presbiteri                | diaconi | religiosi | religiosi | parrocchie |
| anno | battezzati  | totale      | %           | numero     | secolari   | regolari   | battezzati per presbitero | diaconi | uomini    | donne     | parrocchie |
| ---- | ----------- | ----------- | ----------- | ---------- | ---------- | ---------- | ------------------------- | ------- | --------- | --------- | ---------- |
| 2015 | ?           | 200.000     | ?           | 13         | 9          | 4          | ?                         |         |           | 9         | 14         |
| 2016 | 166.000     | 200.000     | 83,0        | 13         | 9          | 4          | 12.769                    |         | 4         | 9         | 14         |
| 2019 | 275.400     | 306.800     | 89,8        | 13         | 10         | 3          | 21.184                    |         | 7         | 4         | 12         |
| 2021 | 281.340     | 314.460     | 89,5        | 20         | 17         | 3          | 14.067                    |         | 3         | 3         | 14         |
| 2023 | 155.315     | 200.100     | 77,6        | 18         | 15         | 3          | 8.628 1                   | 3       | 3         | 13        |            |